# Radiație neionizantă
Radiația neionizantă se referă la orice tip de radiație electromagnetică care nu transportă suficientă energie per cuantă (energie fotonică) pentru a ioniza atomii sau moleculele – adică pentru a elimina complet un electron dintr-un atom sau dintr-o moleculă.
În loc să producă ioni încărcați atunci când trec prin materie, radiația electromagnetică neionizantă are suficientă energie doar pentru excitare (deplasarea unui electron către o stare energetică superioară). Radiațiile neionizante nu reprezintă un risc semnificativ pentru sănătate. În schimb, radiațiile ionizante au o frecvență mai mare și o lungime de undă mai scurtă decât radiațiile neionizante și pot reprezenta un risc grav pentru sănătate: expunerea la acestea poate provoca arsuri, iradiere, multe tipuri de cancer și daune genetice. Utilizarea radiațiilor ionizante necesită măsuri elaborate de protecție radiologică, care, în general, nu sunt necesare în cazul radiațiilor neionizante.